# Nootkadrilus longisetosus
Nootkadrilus longisetosus är en ringmaskart som först beskrevs av Brinkhurst och Baker 1979.  Nootkadrilus longisetosus ingår i släktet Nootkadrilus och familjen glattmaskar. Inga underarter finns listade i Catalogue of Life.